# 笑顔セラピー
『笑顔セラピー』（えがおセラピー）は、フジテレビ（関東ローカル）で「P&Gパンテーンドラマスペシャル」として2003年2月11日に放送された、水川あさみ主演によるスペシャルドラマ。放送時間は16:00-16:59。ヤングシナリオ大賞受賞作品。提供は番組タイトルにあるP&G。

## 物語
白井香織（水川あさみ）は、チアダンス部に所属する女子大生。昼は毎日のようにチアダンスの練習を行い、夜は留学をする資金を稼ぐために、キャバクラでアルバイトをしていた。カオリは、かつて恋人に「笑顔が打算的だ」と言われ、それ以来、笑うことに自信が持てなくなっていた…。そんな時に「笑顔セラピー」と出会い、再び笑顔や自信を取り戻していくと共に、本当の自分を見つけ出していく。

## キャスト
- 白井香織 - 水川あさみ
- 吉田幸平 - 酒井敏也
- 結城友子 - 浅見れいな
- 紺野優作 - 六角精児
- 小野美咲 - 赤坂七恵
- 宮田洋子 - 岩橋道子
- 富岡良子 - 鈴木真弓
- 月島真吾 - 泉政行
- 永井宏子 - 三田智子
- 近藤恵利 - 中山麻紀子

## スタッフ
- 企画：関谷正征
- 脚本：中村直美
- プロデュース：下山潤 (EAST)、宮本理江子
- 演出：宮本理江子